# Мілов Олександр Сергійович
Олекса́ндр Мі́лов (*1 квітня 1979, Одеса) — український художник, кінематографіст, скульптор. Співзасновник і артдиректор студії «MAMAI production».
Олександр Мілов народився 1 квітня 1979 року в Одесі. 1995 року вступив до Одеського художнього училища, але не закінчив там навчання.

## Роботи
- робота Мілова «Любов» (англ. Love) вперше[6] представляла Україну на арт-фестивалі «Палаюча людина»[7][8].
- перетворив заводський пам'ятник Леніну, що стояв на території заводу «Пресмаш» в Одесі, на пам'ятник Дарту Вейдеру[9].
- автор гігантського робота біля порту «Південний».[10]